# Slide (chanson)
Pour les articles homonymes, voir Slide.
Singles de Goo Goo Dolls
Iris
(1998) Dizzy
(1998)
Slide est une chanson du groupe de rock Goo Goo Dolls présente sur l'album Dizzy Up the Girl (1998).
Le thème de la chanson est l'avortement.